# 朴堤上
朴 堤上（パク・チェサン、박제상、生没年不詳）は、新羅の武将。忠臣として知られる。『三国史記』に伝がある。『三国遺事』には金堤上として登場する。『日本書紀』の「毛麻利叱智」と同一人物とされる。百結（朴文良）の父。

## 生涯
5世紀のはじめ、新羅の第18代実聖王は倭国（日本）と高句麗と講和を結び、前王の奈勿王の子の未斯欣と卜好を人質として両国に送ったが、奈勿王の子で第19代訥祇王は堤上に命じ、人質となった兄弟の帰国を図った。堤上はまず、高句麗に向かい、弁説巧みに卜好を獲得し、次に日本に渡り、智略を巡らせて未斯欣を帰国させたが、自らは葛城襲津彦によって処刑された。
『三国遺事』では、未斯欣・卜好はそれぞれ宝海・美海という名で登場する。